# Heteranthera seubertiana
Heteranthera seubertiana es una especie de la familia del jacinto de agua (Pontederiaceae), dentro del orden Commelinales en lo que comúnmente llamamos grupo de las monocotiledóneas, aunque hoy en día se agrupan dentro del grupo Liliopsida. El nombre del género Heteranthera deriva del griego ἕτερος [jéteros] ('diferente, variable') y ανθήρ [anzír] ('antera').

## Clasificación y descripción
Planta perteneciente la familia Pontederiaceae. Planta acuática, herbácea, emergente o de tallos flotantes; hojas lineares, lámina linear-lanceoladas, sin pubescencia;  inflorescencia con más de dos flores, pedúnculos dos veces más largos que la espata, generalmente mayores de 4 cm de largo; antera central, menor de 1 mm de largo.

## Distribución
Su distribución abarca desde el sureste de México hasta Sudamérica; en México se ha registrado en los estados de Chiapas, Quintana Roo y Yucatán.

## Ambiente
Habita en charcas estacionales; se ha registrado desde el nivel del mar hasta los 700 m de altitud.

## Estado de conservación
En México se cataloga bajo “En Peligro” en la NOM-059-SEMARNAT-2010; esta especie aun no ha sido evaluada por la Lista Roja de Especies Amenazadas.